# Anton Georg Apponyi
Anton Georg Graf Apponyi von Nagy-Apponyi (* 4. Dezember 1751 in Preßburg, Königreich Ungarn; † 17. März 1817 in Wien) war ein ungarischer Großgrundbesitzer, Politiker, Diplomat und Obergespan.

## Leben

### Herkunft
Die Apponyis sind ein altes ungarisches und später auch österreichisches Adelsgeschlecht. Ihre Herkunft geht bis ins frühe 14. Jahrhundert zurück. Sie gingen aus dem Adelsgeschlecht der Peczh (auch unter den Namen Peech bekannt) hervor. Ein Abraham Rufus de Peczh war Gefolgsmann König Ludwigs I. Im Jahre 1392 tauschte er mit Kaiser Sigismund seine Güter in der Umgebung Preßburgs (Cseklész) gegen die Herrschaft Appony (deutsch: Groß-Apponitz) im Komitat Neutra. Seither leitete die Familie von dieser Ortschaft auch ihren Namen ab.

### Biographie
Anton Georg Graf Apponyi (ung. Apponyi Antal György) war der Sohn des Grafen Georg Ladislaus Apponyi (ung. Apponyi György László; * 5. November 1734 in Nagyappony, Komitat Neutra, † 5. Oktober 1782 in Wien), des Obergespans des Komitates Tolna und der Gräfin Maria Franziska Josefa von Lamberg-Sprinzenstein (* 6. September 1734; † 15. August 1796 in Preßburg).
Die Schulbildung absolvierte Anton Georg im Wiener Theresianum. Danach trat er in den Österreichischen Staatsdienst, ab 1774 als Regierungsbeamter in Galizien, welches in der damaligen Zeit zu den Österreichischen Erblanden gehörte. Im Jahre 1778 wurde er nach Fiume versetzt, welches 1779 als Corpus separatum der Habsburger Krone unterstellt wurde. Im Jahre 1790 wurde er zum Obergespan des Komitees Tolna gewählt. Er war in dieser Position Nachfolger seines Vaters.
Nach dem Tod seines Vaters erbte Anton Georg riesige Güter im Königreich Ungarn. Unter anderem das Schloss Hőgyész samt Herrschaft im Komitat Tolna, welches sein Vater im Jahre 1772 erwarb. Anton Georg ließ das Schloss durch den österreichischen Architekt Franz Anton Hillebrandt in Barockstil umbauen und im 26 (ungarische) Joch großem Park ein Arboretum anlegen. Das Schloss diente Apponyi als Hauptwohnsitz.
Anton Georg Apponyi war ein Mann von außerordentlicher Bildung, ein begeisterter Musikliebhaber und hervorragender Geiger. Er war 1812 Gründungsmitglied der Gesellschaft der Musikfreunde in Wien, gehörte seit 1813 dem Direktorium dieser Gesellschaft an und war von 1814 bis zu seinem Tod deren Präsident. Zudem war er Förderer von Wolfgang Amadeus Mozart und Joseph Haydn. Haydn widmete ihm die Streichquartette Hob. III: 69–74. A.
Apponyi war auch ein begeisterter Büchersammler. Um das Jahr 1770 gründete er in Wien eine Anfangs aus 30 000 Bänden bestehende Bibliothek, die als Bibliotheca Apponiana ('Apponyi Bibliothek') bekannt wurde. Sein Sohn Anton verlegte diese Familienbibliothek nach Preßburg.
Auch auf dem Gebiet der Wohltätigkeit war Apponyi tätig. Er stiftete Kirchen in Pálfa und Hőgyész, wo er auch ein Armenhaus gründete. Anton Georg Apponyi starb am 17. März 1817 in Wien im Alter von 65 Jahren.

### Familie und Nachkommen
Im Jahre 1779 heiratete Anton Georg Apponyi heiratete er die Gräfin Caroline von Lodron-Loterano (* 1756, † 1825). Aus der Ehe gingen neun Kinder hervor, von denen jedoch nur sieben das Erwachsenenalter erreichten:
- Georg (* 1780, † 1849) ⚭ Anna Gräfin Zichy (* 1780, † 1866)
- Anna (* 1781, † 1852) ⚭ Pfalzgraf Alexander Piatti († 1831)
- Anton (* 1782, † 1852) ⚭ Gräfin Theresia Nogarola (* 1790, † 1874)
- Joseph (* 1784, † 1863) ⚭ Therese Gräfin Pajachevics (* 1799, † 1877)
- Karoline (* 1789, † 1872) ⚭ Herzog Anton von Collalto (* 1784, † 1854)
- Maria Barbara (* 1791, † 1844) ⚭ Baron Leopold von Hackelberg (* 1789, † 1852)
- Franziska (* 1793, † 1863) ⚭ Graf Joseph von Tige (* 1788, † 1870)